# Академія наук Японії
Акаде́мія нау́к Япо́нії (яп. 日本学士院, にほんがくしいん, МФА: [nihoɴ gaku̥ɕi.iɴ]) — японська почесна організація, що об'єднує провідних японських вчених. 

## Загальна інформація
Знаходиться в районі Тайто метрополії Токіо. Особливий орган Міністерства культури і науки Японії. Заснована 1947 року шляхом перейменування Імперської академії наук. Поділяється на два відділення: 
1. гуманітарні науки
2. природничі науки.

Членство в організації пожиттєве. Кількість постійних членів становить понад 150 осіб. Організація надає щорічні премії дослідникам, які зробили великий внесок у розвиток науки в Японії.